# ベストブルー
『ベストブルー』は、平方昌宏による日本の漫画。週刊少年ジャンプ（集英社）において、2015年32号から同年52号まで連載された。全3巻、全19話。

## あらすじ
島出身の少年、青野拓海は指導者や競争相手もいない中で1人、泳ぎを続けていたところへある人物がやってくる。

## 登場人物
青野 拓海（あおのたくみ）
主人公。小笠原諸島出身で春雨高校1年生。テレビでインターハイのメドレーリレーで4泳法全てで高校記録を出した天海高校を見て感動、水泳をやるようになる。
神楽 澪（かぐら みお）
ヒロイン。春雨高校2年生で水泳部マネージャー
神楽淙太（かぐら そうた）
かつて水泳で高校記録を出した伝説の人物。春雨高校水泳部コーチで澪の兄。拓海が住む島のプール監視員としてやってきたことで拓海の才能を知る。
大城清十郎（おおしろ せいじゅうろう）
春雨高校3年生で水泳部部員。
江ノ本仁兵衛（えのもと じんべえ）
春雨高校3年生で水泳部部員。
戸刈湧也（とがり ゆうや）
春雨高校3年生で水泳部部員。
倉掛治哉（くらかけ なおや）
春雨高校2年生で水泳部部員。
良切 汐（よしきり うしお）
春雨高校2年生で水泳部部員。
伊達 浩介（いたち こうすけ）
春雨高校2年生で水泳部部員。
尾永洋平（おなが ようへい）
春雨高校1年生で水泳部部員。
芽城 涼（めじろ りょう）
春雨高校1年生で水泳部部員。
根住（ねずみ）
春雨高校1年生で水泳部部員。
妻黒（つまぐろ）
春雨高校1年生で水泳部部員。

## 反響
作家・漫画原作者の架神恭介は、本作が打ち切りになった原因について
- 拓海がテレビを見て感動して水泳を始めた動機は実際にあることだとしてもピンと来ず漫画としては説明不足に感じて天海高校のアンカーに憧れたと言ったこともそれの何に憧れたのかわからない。
- 水泳は一所懸命泳いでいるだけと言えるため楽しさが説明されないと主人公に共感できずアナウンサーの煽りが巧くて興奮しただけでは？と思ってしまう。
- 競技性に惹かれたのではなく新記録を出したことに興奮しただけとなると主人公のキャラクター性と競泳の魅力が繋がらず、主人公の核となるはずだがあやふやになっており別の競技を見たのならその競技を拓海はやっているかもしれない[1]。
- 漫画はキャラが重要で人物の関係性を構築するが、高校進学前は主人公と関係するキャラはコーチの淙太以外にほぼおらず淙太ともそれほど魅力的な関係になかった。
- 一挙10人登場した水泳部メンバーは水泳であるためキャップにより髪型で差別化できずゴーグルも着けて顔の形もわかりにくく誰が誰なのか全然判別できない。
- 僅かにわかる髪色や口調と名前からして判別可能ではあるが漫画はキャラを必死に特定しながら読むものではなく競泳は題材として漫画に向いていない[2]。
- 第1話冒頭や最終回の「水中（そこ）には優れたコーチも頼れる仲間も偶然の勝利すら入る余地はない」とのナレーションは作者の競泳に対する根っこでの理解だと思われるが、それでは練習で頑張って本番も一所懸命泳ぐだけの競技と思え、作中で行われた対戦は地力が上だから勝てた、勝てる状況だったなどの展開でナレーション通りなのかもしれないがキャラ性の薄さにも繋がって必殺技のような特徴があまりなくみんな泳ぎの速さという強みに行きつく、かといって芽城はペースを乱すも気合で勝利したのはよくわからない。
- 主人公と他者の存在が何の意味があるのかわからず競泳素人読者からすると結局のところ一所懸命泳げばいい競技としか思えない、実際の競泳では他の選手により記録が伸びたりペースが乱れるところで駆け引きが生まれてため、互いを磨き合ったり競争相手のいる大切さが作中で強調されたのはこれを前提にしているとみられるがその説明がなく拓海が最終的に勝てたのは他の選手を気にせず泳いだことであるためよくわからない。

と評した。

## 書誌情報
- 平方昌宏『ベストブルー』 集英社〈ジャンプ・コミックス〉、全3巻
  1. 2015年11月4日 ISBN 978-4-08-880565-8
  2. 2016年1月4日 ISBN 978-4-08-880586-3
  3. 2016年3月4日 ISBN 978-4-08-880632-7